# Караманта
Караманта (исп. Caramanta) — город и муниципалитет на западе Колумбии, на территории департамента Антьокия. Входит в состав субрегиона Юго-западная Антьокия.

## История
Поселение из которого позднее вырос город было основано 2 мая 1825 года. Муниципалитет Караманта был выделен в отдельную административную единицу в 1842 году.

## Географическое положение

Муниципалитет Караманта

Город расположен в южной части департамента, в гористой местности Западной Кордильеры, к западу от реки Каука, на расстоянии приблизительно 72 километров к югу от Медельина, административного центра департамента. Абсолютная высота — 1770 метров над уровнем моря.

Муниципалитет Караманта граничит на севере с муниципалитетом Вальпараисо, на западе — с муниципалитетом Тамесис, на юге и востоке — с территорией департамента Кальдас. Площадь муниципалитета составляет 86 км².

## Население
По данным Национального административного департамента статистики Колумбии, совокупная численность населения города и муниципалитета в 2012 году составляла 5410 человек.
Динамика численности населения муниципалитета по годам:
| 2005 | 2006 | 2007 | 2008 | 2009 | 2010 | 2011 | 2012 |
| ---- | ---- | ---- | ---- | ---- | ---- | ---- | ---- |
| 5510 | 5503 | 5486 | 5479 | 5459 | 5441 | 5433 | 5410 |

Согласно данным переписи 2005 года мужчины составляли 51,1 % от населения Караманты, женщины — соответственно 48,9 %. В расовом отношении белые и метисы составляли 99,7 % от населения города; негры, мулаты и райсальцы — 0,3 %.
Уровень грамотности среди всего населения составлял 86,9 %.

## Экономика
Основу экономики Караманты составляет сельскохозяйственное производство. Основными продуктами городского экспорта являются панела (карамелизированный тростниковый сахар), кофе, бананы, картофель, кукуруза, юкка, агава, арракача и другие культуры.

48,5 % от общего числа городских и муниципальных предприятий составляют предприятия торговой сферы, 43,9 % — предприятия сферы обслуживания, 7,1 % — промышленные предприятия, 0,5 % — предприятия иных отраслей экономики.